# Habib Elghanian
Habib Elghanian (Teherán, 5 de abril de 1909 - Teherán, 9 de mayo de 1979) fue un empresario, industrial y filántropo iraní que ascendió de sus modestos orígenes a ser uno de los principales empresarios de Irán. Nació en el barrio ʿUdlājān de Teherán, uno de ocho hermanos (siete hijos y una hija). Su padre, Bābāʾi, era sastre de profesión; su madre, conocida como Ḵānom Jān, era hija de Ḥaim Sāqi, dueño de una tienda de comestibles en el barrio judío de la capital. Asistió a la Escuela Alianza Israelita Universal , donde la instrucción se impartía tanto en persa como en francés, pero parece que dejó la escuela alrededor de los 15 años para trabajar en el Hotel Gilān-e Now, propiedad de un tío materno. Tras completar el servicio militar, se casó en 1936 con una prima hermana materna, Māh Solṭān, apodada Nikḵāh (fallecida el 19 de mayo de 1978). Del matrimonio nacieron tres hijos (Kārmel, Sinā y Fereydun) y una hija llamada Mahnāz. 
Siendo presidente de la comunidad judía en Irán en las décadas de los sesenta y los setenta, fue arrestado y condenado a muerte después de la Revolución Iraní por cargos de corrupción, contacto con Israel y sionismo debido a sus vínculos con Israel y el judaísmo de la diáspora.
Fue el primer judío y empresario ejecutado por tras la Revolución Islámica durante el gobierno de Mehdi Bazargan. 

## Consecuencias
La muerte de Elghanian fue considerada una de las razones de la partida del 75% de los 80.000 judíos que vivían en el país antes de la revolución (según un censo de 2011) . 
Tras dos meses de detención, el juicio de Elkanian comenzó el 8 de mayo de 1979. El juicio duró apenas unos 20 minutos. Elkanian alegó ante el tribunal que no era sionista, a pesar de que su fábrica de plásticos había sido construida por una empresa israelí y de que tenía amplios vínculos con Israel, incluyendo diversas inversiones en el país. A pesar de sus alegaciones ante el tribunal, fue declarado culpable y condenado a muerte en un juicio que duró solo 20 minutos. El tribunal también ordenó la confiscación de sus bienes y los de su familia inmediata
El 9 de mayo de 1979 fue ejecutado por un pelotón de fusilamiento en Teherán, siendo el primer judío y uno de los primeros civiles iraníes ejecutado en el Teherán posrevolucionario.
El gobierno iraní rechazó la solicitud de la familia de Elkanian de recibir su cuerpo para el entierro. Tras la presión de líderes de la comunidad judía del país, como el Gran Rabino Yedidia Shoft , el gobierno accedió a entregar el cuerpo a la familia, quienes lo enterraron en el medio de la noche en una tumba sin nombre en el cementerio judío de Teherán de Beheštia , con una asistencia limitada, debido a la preocupación de que la publicidad de la ceremonia pudiera provocar nuevos disturbios. Las condiciones prevalecientes hicieron imposible enterrarlo, como él había deseado, en el cementerio familiar en Damāvand. Posteriormente se erigió una lápida junto a la tumba de Elkanian, sin mencionar detalles sobre las circunstancias de su muerte.
Poco después de la ejecución de Elghanian, el Senado de los Estados Unidos aprobó una resolución escrita por el senador de Nueva York Jacob Javits para condenar su ejecución, así como la de otros civiles, como una violación de los derechos humanos en Irán.
La trayectoria empresarial de Elghanian fue singular en muchos sentidos; pero también reflejó la trayectoria de un grupo de hombres talentosos que surgieron del bazar y comprendieron la importancia de las transformaciones que se estaban produciendo en la economía iraní. Estos hombres lograron pasar con éxito del negocio de la importación y el comercio minorista a la manufactura, y expandieron rápidamente sus negocios y ventas a medida que los ingresos del petróleo creaban una creciente clase media y urbana, así como un mercado para bienes de consumo duraderos. Era típico de esta generación de emprendedores que cruzaran fronteras religiosas y étnicas en sus actividades comerciales. Los socios de Elghanian en la producción y venta de artículos de plástico eran armenios, y sus socios en sus negocios de aceite vegetal y minería eran musulmanes. Sentía una profunda devoción por Irán y elogiaba su país natal. 